# Барышников, Владимир Архипович
Владимир Архипович Барышников (1889, Никольское, Владимирская губерния — 14 сентября 1919, в районе Воронежа) — революционный деятель, политработник Красной армии.

## Биография
Происходил из рабочих, после получения начального образования устроился на службу в контору.
Член Коммунистической партии с 1905 года. Рабочий-текстильщик, один из организаторов ноябрьской забастовки 70 тыс. текстильщиков в Орехово-Зуеве. В 1906 году, за активное участие в забастовках был сослан на 3 года в Томскую губернию. В 1908 бежал, какое-то время находился на нелегальном положении, но вскоре был задержан и сослан в Енисейскую губернию. К этому времени несовершеннолетний революционер успел окончить курсы счетоводов. После сокращения срока ссылки, Барышников работал в качестве бухгалтера в имениях Черниговской и Волынской губерний. В 1914 году был мобилизован в действующую армию. На 1916 год находился в Москве, после в Боголюбове, где вёл партийную работу.
С марта 1917 года секретарь райкома в Орехово-Зуеве и член Московского окружного комитета РСДРП(б). Член Исполкома Московского губернского совета; городской голова, член Исполкома городского Совета, начальник штаба Красной Гвардии и председатель ревкома Орехово-Зуева. Делегат 6 съезда РСДРП(б). Во главе Орехово-Зуевского отряда Красной Гвардии участвовал в Октябрьском вооружённом восстании в Москве. После Октябрьской революции 1917 член Московского губкома партии, заместитель председателя Московского губисполкома, член ВЦИК.
Был избран депутатом Учредительного Собрания по Московскому избирательному округу по списку № 5 (большевики).
В 1918 году служил на Восточном фронте сначала рядовым красноармейцем, затем комиссаром бригады. В 1919 на Южном фронте ‒ член РВС 9-й и 8-й армий. 26 сентября 1919 попал в плен к белоказакам Мамонтова, после пыток казнен через повешение.

## Память
- В 1923 году по проекту Александра Шапошникова и Владимира Взорова был создан и установлен в сквере у Зимнего театра Орехова-Зуево памятник В. А. Барышникову[3].
- В 1967 году в честь Барышникова была названа улица в Орехово-Зуево.